# HFSE
En chimie et géochimie, HFSE est le sigle anglais pour désigner les éléments dont les ions ont un petit rayon et une charge élevée (High Field Strength Elements). La définition varie suivant les domaines :
- En chimie, les HFSE regroupent tous les ions trivalents et tétravalents, y compris les terres rares, les platinoïdes, l'uranium et le thorium[2],[1].
- En géochimie, les HFSE regroupent : Hf, Zr, Ti, Nb et Ta. Ils permettent de distinguer dans les roches magmatiques celles associées à des plaques convergentes (appauvries en HFSE) des roches associées à des plaques divergentes (enrichies en HFSE)[1].